# Lucius Tutilius Lupercus Pontianus

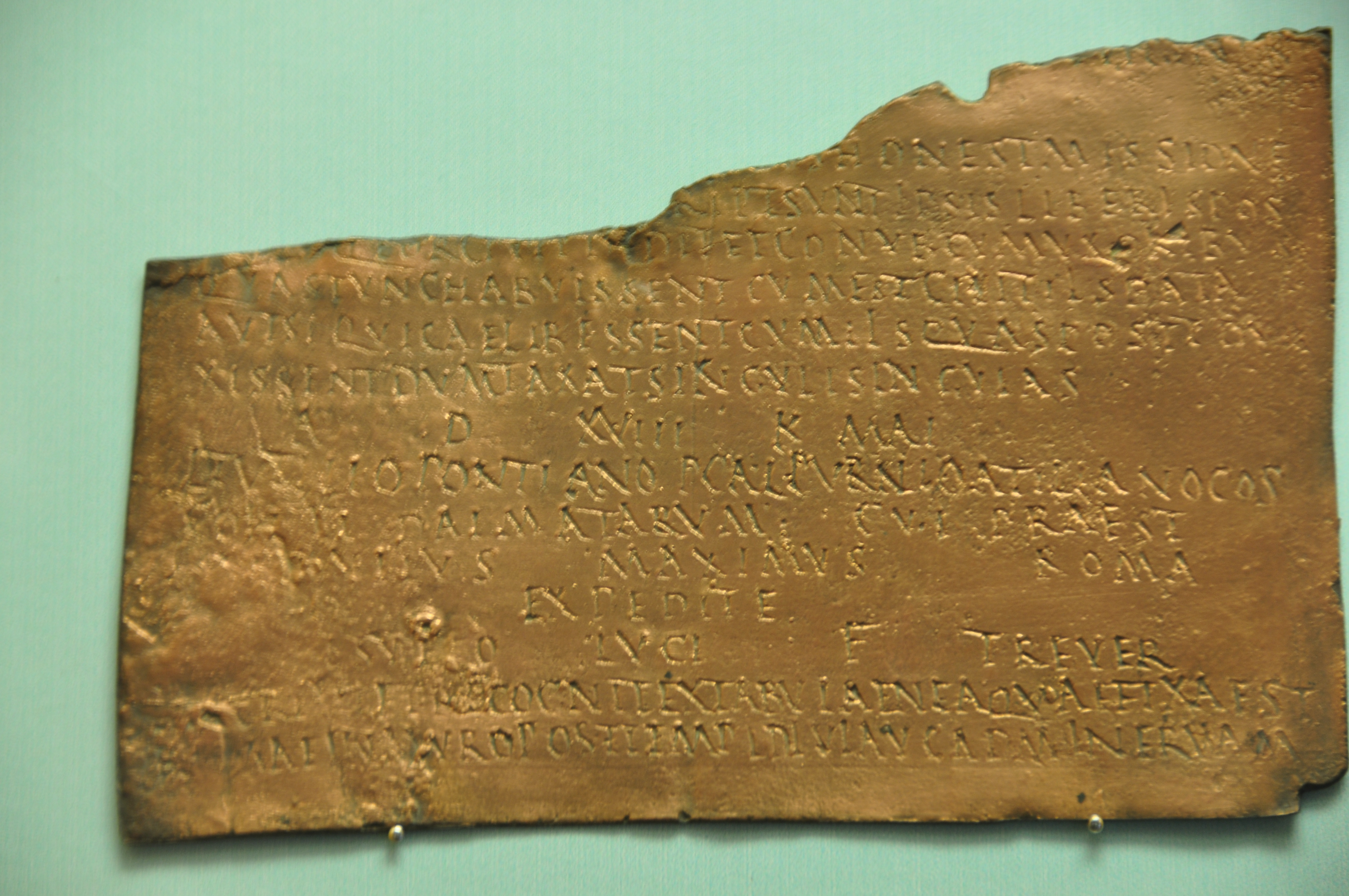
Das Militärdiplom des Jahres 135 n. Chr.

Lucius Tutilius Lupercus Pontianus war ein im 2. Jahrhundert n. Chr. lebender römischer Politiker. In dem Militärdiplom wird sein Name als Lucius Tutilius Pontianus angegeben.
Durch ein Militärdiplom, das auf den 14. April 135 datiert ist, ist belegt, dass Pontianus im Jahr 135 zusammen mit Publius Calpurnius Atilianus ordentlicher Konsul war. Das Konsulnpaar ist auch durch Inschriften nachgewiesen.
Im Jahr 150/151 wurde er Statthalter (Proconsul) in der Provinz Asia.